# Ham-en-Artois
Ham-en-Artois és un municipi francès situat al departament del Pas de Calais i a la regió dels Alts de França. L'any 2007 tenia 981 habitants.

## Demografia

### Població
El 2007 la població de fet de Ham-en-Artois era de 981 persones. Hi havia 376 famílies de les quals 74 eren unipersonals (35 homes vivint sols i 39 dones vivint soles), 133 parelles sense fills, 153 parelles amb fills i 16 famílies monoparentals amb fills.
La població ha evolucionat segons el següent gràfic:
Habitants censats

### Habitatges
El 2007 hi havia 395 habitatges, 378 eren l'habitatge principal de la família, 1 era una segona residència i 16 estaven desocupats. Tots els 394 habitatges eren cases. Dels 378 habitatges principals, 329 estaven ocupats pels seus propietaris, 41 estaven llogats i ocupats pels llogaters i 8 estaven cedits a títol gratuït; 5 tenien dues cambres, 28 en tenien tres, 93 en tenien quatre i 252 en tenien cinc o més. 285 habitatges disposaven pel capbaix d'una plaça de pàrquing. A 144 habitatges hi havia un automòbil i a 194 n'hi havia dos o més.

### Piràmide de població
La piràmide de població per edats i sexe el 2009 era:
| Homes | Edats   | Dones |
| ----- | ------- | ----- |
| 0     | 95 o +  | 0     |
| 4     | 90 a 94 | 4     |
| 4     | 85 a 89 | 0     |
| 4     | 80 a 84 | 8     |
| 16    | 75 a 79 | 28    |
| 16    | 70 a 74 | 28    |
| 16    | 65 a 69 | 20    |
| 28    | 60 a 64 | 32    |
| 20    | 55 a 59 | 20    |
| 16    | 50 a 54 | 24    |
| 48    | 45 a 49 | 28    |
| 40    | 40 a 44 | 44    |
| 72    | 35 a 39 | 52    |
| 36    | 30 a 34 | 40    |
| 24    | 25 a 29 | 12    |
| 32    | 20 a 24 | 44    |
| 32    | 15 a 19 | 36    |
| 52    | 10 a 14 | 36    |
| 40    | 5 a 9   | 16    |
| 28    | 0 a 4   | 24    |

## Economia
El 2007 la població en edat de treballar era de 648 persones, 453 eren actives i 195 eren inactives. De les 453 persones actives 405 estaven ocupades (235 homes i 170 dones) i 48 estaven aturades (26 homes i 22 dones). De les 195 persones inactives 81 estaven jubilades, 49 estaven estudiant i 65 estaven classificades com a «altres inactius».

### Ingressos
El 2009 a Ham-en-Artois hi havia 383 unitats fiscals que integraven 1.012 persones, la mediana anual d'ingressos fiscals per persona era de 17.755 €.

### Activitats econòmiques
Dels 15 establiments que hi havia el 2007, 1 era d'una empresa extractiva, 1 d'una empresa de fabricació d'altres productes industrials, 3 d'empreses de construcció, 2 d'empreses de comerç i reparació d'automòbils, 1 d'una empresa de transport, 3 d'empreses d'hostatgeria i restauració, 1 d'una empresa d'informació i comunicació, 1 d'una empresa immobiliària, 1 d'una entitat de l'administració pública i 1 d'una empresa classificada com a «altres activitats de serveis».
Dels 6 establiments de servei als particulars que hi havia el 2009, 1 era una funerària, 1 taller de reparació d'automòbils i de material agrícola, 1 fusteria, 2 lampisteries i 1 perruqueria.
L'únic establiment comercial que hi havia el 2009 era una botiga de menys de 120 m².
L'any 2000 a Ham-en-Artois hi havia 7 explotacions agrícoles que ocupaven un total de 252 hectàrees.

## Equipaments sanitaris i escolars
El 2009 hi havia una escola elemental.

## Poblacions més properes
El següent diagrama mostra les poblacions més properes.